# Loopwiel

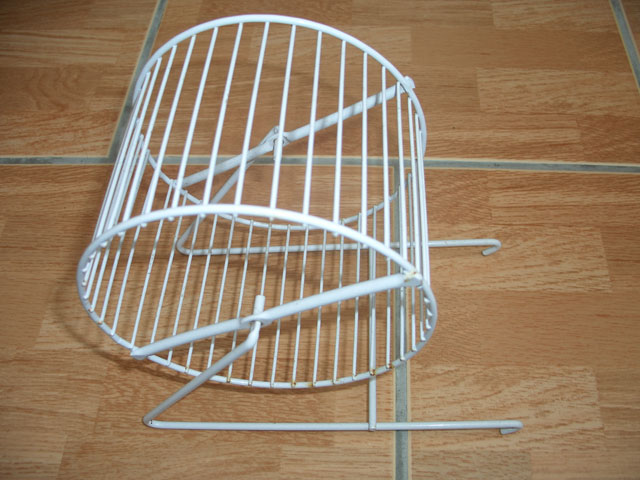
Een metalen loopwiel

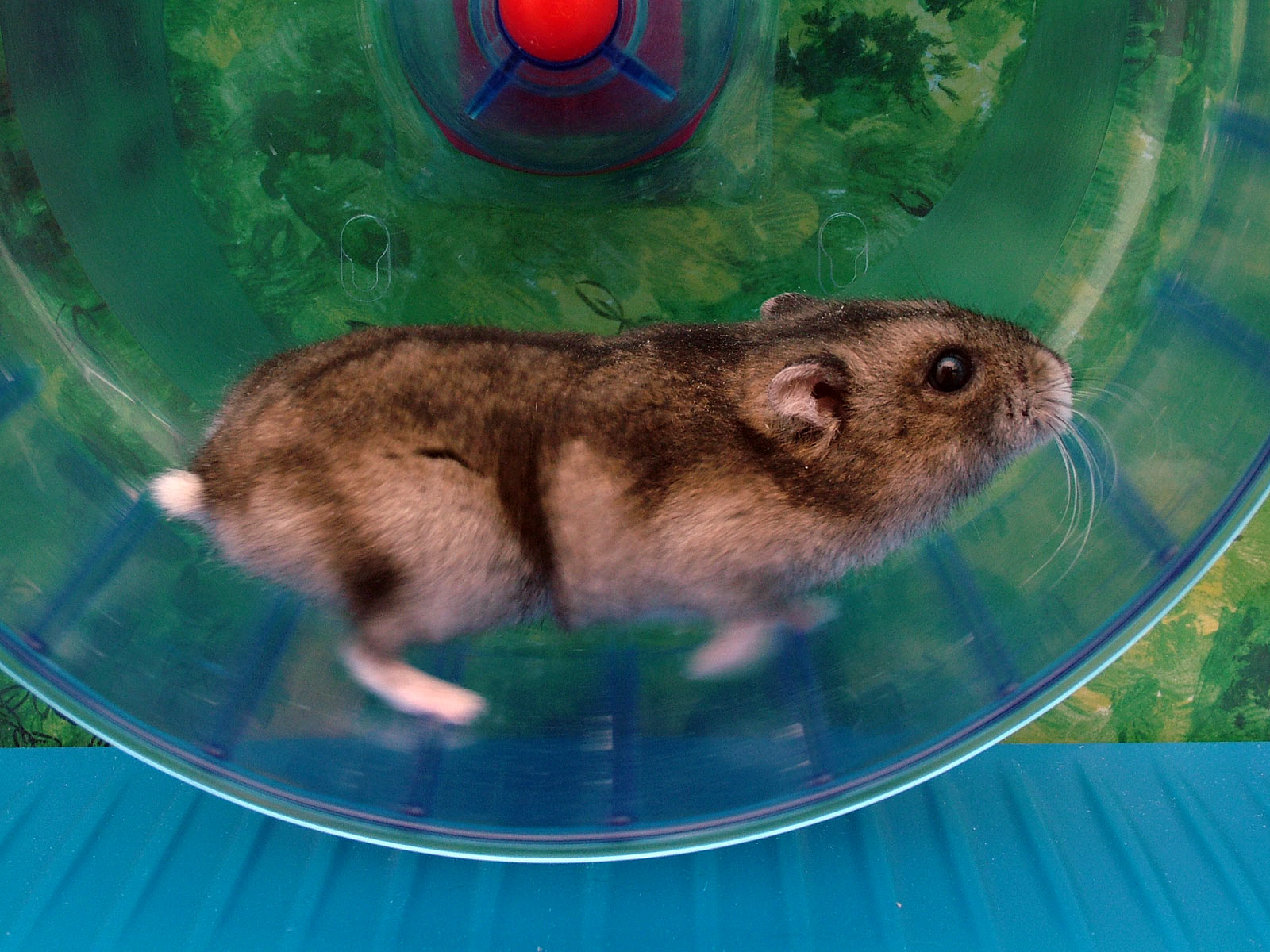
Een hamster in een loopwiel

Een loopwiel of loopwieltje is een stuk dierenspeelgoed dat typisch aan gedomesticeerde knaagdieren aan wordt geboden, maar ook voor andere huisdieren zijn er loopwielen beschikbaar. De meeste loopwielen bestaan uit een tredmolen van plastic of metaal dat op één of twee staanders steunt en vrij rond kan draaien. Omdat dit rad draait als het dier erin gaat rennen, kan het hier zo lang als het wil mee doorgaan. Op deze manier biedt een loopwiel de mogelijkheid ook in een kleine kooi grote afstanden te lopen, wat deze dieren in het wild ook zouden doen.
Het is niet uitzonderlijk voor een hamster om op een nacht 9 kilometer af te leggen in een loopwiel. Andere metingen hebben uitgewezen dat ratten 43 km kunnen lopen in 24 uur, wilde muizen 31 km, lemmingen 19 km, laboratoriummuizen 16 km en woestijnratten 8 km.
De Oekraïense inzending van het Eurovisiesongfestival in 2014, het lied Tick-Tock, viel op doordat er tijdens de uitvoering op de achtergrond een man in een loopwiel aan het rennen was.